# Кочуров Борис Іванович
Бори́с Іва́нович Ко́чуров (нар. 31 серпня 1946, с. Мельниця, Голобський район Волинської області) — український вчений в галузі геоекології і картографії, провідний науковий співробітник Інституту географії РАН, головний редактор журналу «Проблеми регіональної екології».

## Біографія
У 1969 році закінчив МДУ імені М. В. Ломоносова за спеціальністю «фізична географія, ґрунтознавство і геохімія ландшафтів» і приступив до роботи в Інституті географії Сибірського Відділення АН СРСР. Організував і керував комплексними роботами у степному (Хакасія) і тайговому (Західний Саян) стаціонарах Південно-Сибірської географічної станції.
У 1979 — 1986 роках працював в Державному інституті земельних ресурсів, з 1986 — в Інституті географії РАН. Кандидатом географічних наук став у 1974, доктором — в 1994 році.
Один із засновників картографічного напряму в геоекологічних дослідженнях, створив першу екологічну карту СРСР (1990), низку екологічних карт інших територій. Автор понад 500 опублікованих наукових робіт, у тому числі 12 монографій і навчальних посібників.

## Основні праці
Наукова, виробнича, викладацька діяльність.
Наукові дослідження: під керуванням Б. І. Кочурова на єдиній методичній основі створені перші екологічні карти СРСР, Росії й інших країн та регіонів (всього близько 30 карт). За розробку і складання цих карт був нагороджений грамотами і нагородами. Успішно розробляються ним питання екологічного районування та екологічного ризику. Робота завершилася складанням наступних карт: «Районування території Росії за ступенем екологічної напруженості», «Карта ризику надзвичайних екологічних ситуацій на території Росії», «Комплексне районування території Росії за екологічною соціально-економічною ситуацією» й низкою регіональних геоекологічних карт.
В останні роки Кочуров Б. І. багато працює в галузі ефективності енергоресурсів і природокористування, екологічно безпечного та збалансованого розвитку країни й регіонів, геоекологічного прогнозування, землекористування, землевпорядкування та організації території, земельного права і землекористування, урбоекології, проблем глобального перетворення природи і клімату.
Кочуров Б. І. брав активну участь у підготовці низки Національних і Державних доповідей про охорону довкілля Росії й роботу ряду комісій Державної думи та робочих груп з експертизи проектів.